# 英祥
英祥，清朝政治人物。
光绪元年四月二十八，由四川按察使调任廣西按察使。光绪元年十二月初四（1875年12月31日），病免。